# Moulin de Riele
Le 'moulin Deschodt'  est un moulin à vent  situé à Wormhout, dans le Nord de la France.

## Caractéristiques
Le moulin Deschodt est situé au milieu des champs à environ 3 km au sud-est du village de Wormhout, entre les lieux-dits de Riet Veld et de Kieken Put. Il s'agit d'un moulin à farine à vent de type pivot.
En état de marche, le moulin est doté de quatre ailes de 23 m d'envergure qui permettent d'actionner le mécanisme de broyage.

## Historique
Le moulin est bâti en 1756 par le charpentier Philippe François Desmyttère pour le compte du fermier Ignace Coudeville, date confirmée par une inscription en néerlandais sur l'édifice,,. En 1891, son propriétaire le déplace de 200 m.
En 1921, il est racheté par Abel Deschodt, qui le restaure. En 1939, il y installe un moteur diesel. En 1966, il lègue le moulin à la commune de Wormhout. Le moulin est restauré en 1983 par l'Association régionale des amis des moulins,.
Il est inscrit comme monument historique depuis 1977.

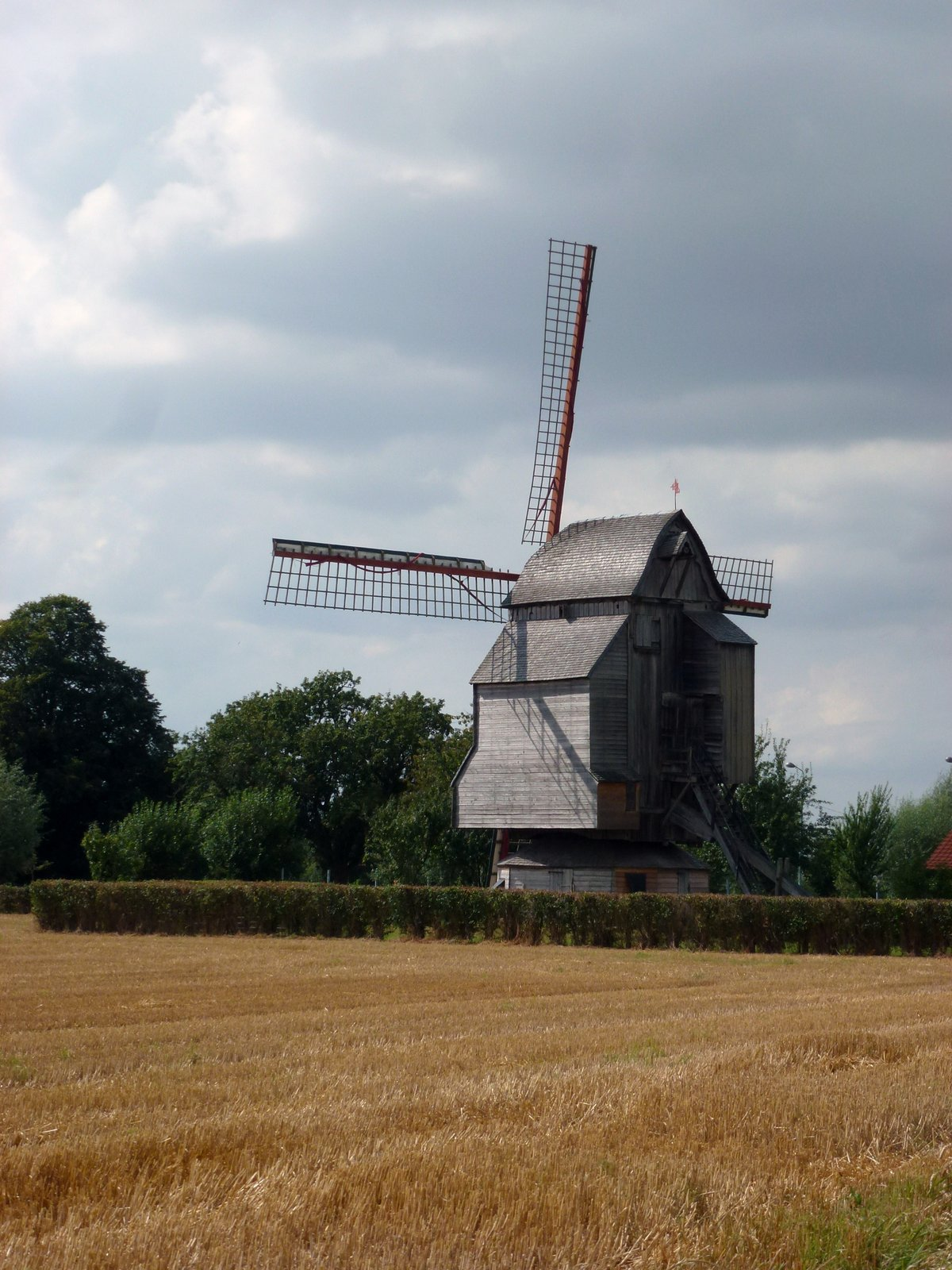
le moulin à vent dit  Moulin Deschodt
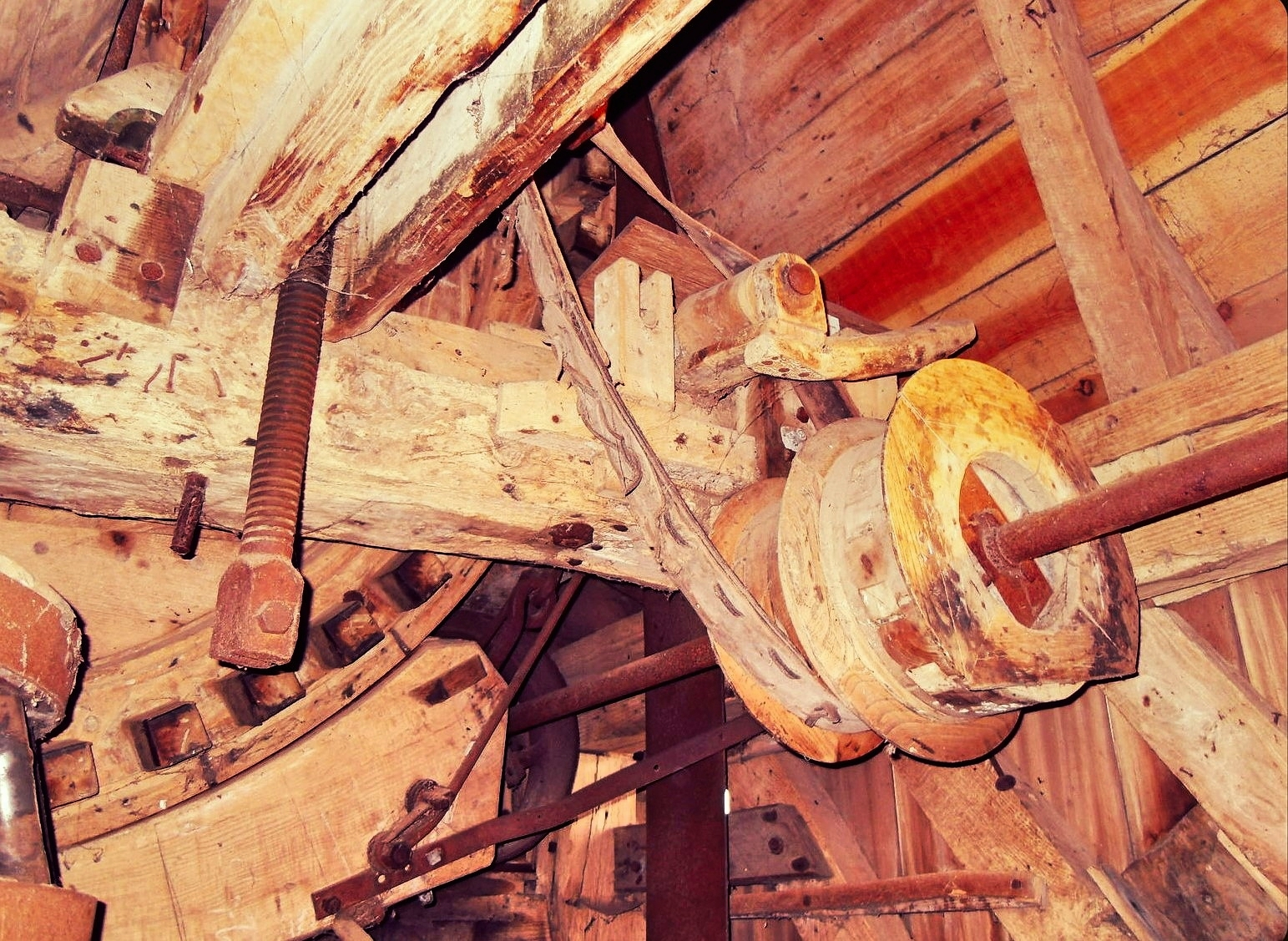
Mécanisme du moulin à vent